# Телархе
Телархе (от др.-греч. θηλή «сосок» и ἀρχή «начало, возникновение») — биологическое событие в жизни женщины, этап полового созревания, начало роста молочных желёз. Является первым признаком полового созревания, наблюдается в среднем в возрасте 10,5 лет.

Этапы полового созревания у женщины по шкале Таннера

Сначала под ареолой (околососковым кружком) с одной или обеих сторон появляется небольшое, болезненное уплотнение. По прошествии 6—12 месяцев уплотнение начинает отмечаться с обеих сторон, оно увеличивается в размерах, становится более мягким и выходит за пределы ареолы. Размеры и форма молочных желез у девушек имеют выраженные индивидуальные различия.
Телархе обычно происходит за два года до менархе — первого менструального кровотечения.